# Edith Jacobson

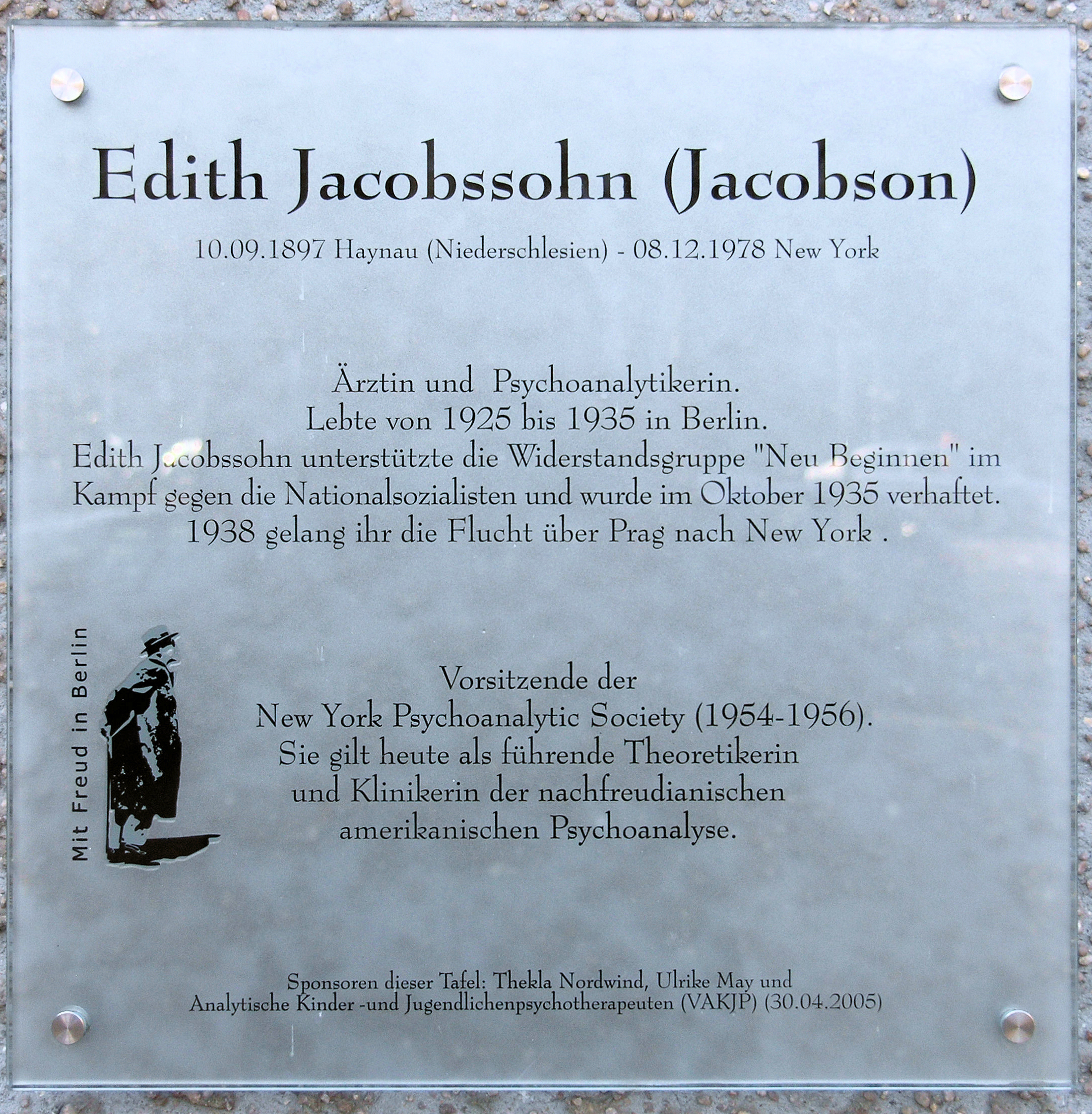
Tablica pamiątkowa, Edith Jacobssohn, Emser Straße 39d, Berlin-Wilmersdorf, Niemcy

Edith Jacobson (niem. Edith Jacobssohn; ur. 10 września 1897 w Chojnowie, zm. 8 grudnia 1978 w Nowym Jorku) – niemiecka lekarka, psychiatra i psychoanalityk żydowskiego pochodzenia. Od 1954 do 1956 pełniła funkcję przewodniczącej Nowojorskiego Towarzystwa i Instytutu Psychoanalitycznego. Jej główny wkład w myślenie psychoanalityczne dotyczył rozwoju poczucia tożsamości, samooceny oraz zrozumienia mechanizmów depresji i psychozy.

## Życiorys
Edith Jacobson urodziła się 10 września 1897 roku w Chojnowie (ówcześnie Haynau) na terenie dzisiejszego województwa dolnośląskiego. Jej ojciec Jacques Jacobssohn był lekarzem, matka Pelagia z domu Pulvermann zajmowała się muzyką. 
W wieku 20 lat Edith rozpoczęła studia medyczne; w Jenie, Heidelbergu i Monachium. W 1922 roku zdała egzamin państwowy na Uniwersytecie w Monachium a w 1923 r. obroniła doktorat na temat gruźlicy niemowląt i małych dzieci. W 1929 roku otworzyła w Berlinie prywatną praktykę neurologiczną.
24 października 1935 roku została aresztowana w swoim mieszkaniu w Berlinie przez gestapo. Powodem aresztowania był jej udział w socjalistycznej grupie oporu Neu Beginnen za co została skazana na 2 lata i 3 miesiące pozbawienia wolności za zdradę stranu. Jeszcze w więzieniu Edith Jacobson napisała esej Wege der weiblichen Über-Ich-Bildung (Drogi formowania kobiecego superego), w którym skrytykowała teorię kobiecości Zygmunta Freuda.
W 1940 roku uciekła z nazistowskich Niemiec do Nowego Jorku przez Pragę, gdzie otworzyła praktykę zawodową oraz została członkiem Nowojorskiego Towarzystwa i Instytutu Psychoanalitycznego. Pełniła także funkcję profesora wizytującego na Albert Einstein College of Medicine.

## Publikacje
- Wkład w tworzenie charakteru aspołecznego, International Journal for Psychoanalysis, red. Sigmund Freud, Internationaler Psychoanalytischer Verlag, Wiedeń 1930, t. 16, s. 210-235
- Sposoby formowania kobiecego superego, International Journal for Psychoanalysis, International Psychoanalytical Publishing House, 23, 1937, s. 402-412
- Konflikt psychotyczny a rzeczywistość. Suhrkamp, Frankfurt 1972
- Jaźń i świat przedmiotów. Suhrkamp, Frankfurt 1973